# Livingston (Nova Jersey)
Livingston és una població dels Estats Units a l'estat de Nova Jersey. Segons el cens del 2007 tenia 27.990 habitants.

## Demografia
Segons el cens del 2000, Livingston tenia 27.391 habitants, 9.300 habitatges, i 7.932 famílies. La densitat de població era de 761,9 habitants/km².
Dels 9.300 habitatges en un 41,8% hi vivien nens de menys de 18 anys, en un 76% hi vivien parelles casades, en un 7% dones solteres, i en un 14,7% no eren unitats familiars. En el 13% dels habitatges hi vivien persones soles el 8,4% de les quals corresponia a persones de 65 anys o més que vivien soles. El nombre mitjà de persones vivint en cada habitatge era de 2,93 i el nombre mitjà de persones que vivien en cada família era de 3,21.
Per edats la població es repartia de la següent manera: un 26,6% tenia menys de 18 anys, un 4,6% entre 18 i 24, un 26,6% entre 25 i 44, un 26,8% de 45 a 60 i un 15,4% 65 anys o més.
L'edat mediana era de 41 anys. Per cada 100 dones de 18 o més anys hi havia 90,3 homes.
Entorn de l'1,1% de les famílies i l'1,8% de la població estaven per davall del llindar de pobresa.

## Poblacions més properes
El següent diagrama mostra les poblacions més properes.